# The Complete U2
The Complete U2 è un box set digitale, pubblicato esclusivamente per l'iTunes Store il 23 novembre 2004. Si tratta della prima pubblicazione maggiore degli U2 ad essere resa disponibile esclusivamente in formato digitale. Contiene l'intero set degli album degli U2, i relativi singoli, esibizioni dal vivo, materiale inedito e rarità, raccolte dal 1979 al 2004 per un totale di 446 tracce.

## Contenuti del Box
| Disco | Titolo                                       | Tipo           | Lunghezza | Tracce |
| ----- | -------------------------------------------- | -------------- | --------- | ------ |
| 1     | "Another Day"                                | singolo        | 7:57      | 2      |
| 2     | Three                                        | EP             | 9:24      | 3      |
| 3     | "11 O'Clock Tick Tock"                       | singolo        | 07:11     | 2      |
| 4     | "A Day Without Me"                           | singolo        | 05:31     | 2      |
| 5     | "I Will Follow"                              | singolo        | 07:01     | 2      |
| 6     | Boy                                          | album          | 42:13     | 11     |
| 7     | "Fire"                                       | singolo        | 18:11     | 4      |
| 8     | "Gloria"                                     | singolo        | 08:04     | 2      |
| 9     | October                                      | album          | 41:08     | 11     |
| 10    | "A Celebration"                              | singolo        | 05:31     | 2      |
| 11    | "New Year's Day"                             | singolo        | 18:10     | 4      |
| 12    | War                                          | album          | 43:08     | 10     |
| 13    | "Two Hearts Beat as One"                     | singolo        | 18:05     | 5      |
| 14    | Under a Blood Red Sky                        | album dal vivo | 33:25     | 8      |
| 15    | "Pride (In the Name of Love)"                | singolo        | 19:12     | 5      |
| 16    | The Unforgettable Fire                       | album          | 42:19     | 10     |
| 17    | "The Unforgettable Fire" & B-Sides           | singolo        | 17:27     | 4      |
| 18    | Wide Awake in America                        | EP             | 20:43     | 4      |
| 19    | "With or Without You"                        | singolo        | 14:18     | 3      |
| 20    | The Joshua Tree                              | album          | 50:11     | 11     |
| 21    | "I Still Haven't Found What I'm Looking For" | singolo        | 12:21     | 3      |
| 22    | "Where the Streets Have No Name"             | singolo        | 16:20     | 4      |
| 23    | "Desire"                                     | singolo        | 12:39     | 3      |
| 24    | Rattle and Hum                               | doppio album   | 1:12:23   | 17     |
| 25    | "Angel of Harlem"                            | singolo        | 14:32     | 3      |
| 26    | "When Love Comes to Town"                    | singolo        | 15:46     | 3      |
| 27    | "All I Want Is You"                          | singolo        | 10:43     | 2      |
| 28    | "The Fly"                                    | singolo        | 14:33     | 3      |
| 29    | Achtung Baby                                 | album          | 55:29     | 12     |
| 30    | Mysterious Ways & Remixes                    | singolo        | 13:22     | 7      |
| 31    | "One"                                        | singolo        | 15:27     | 3      |
| 32    | "Even Better Than the Real Thing"            | singolo        | 18:19     | 4      |
| 33    | "Even Better Than the Real Thing" Remixes    | singolo        | 37:15     | 6      |
| 34    | "Who's Gonna Ride Your Wild Horses"          | singolo        | 21:27     | 4      |
| 35    | Zooropa                                      | album          | 51:21     | 10     |
| 36    | "Lemon" Remixes                              | singolo        | 59:45     | 9      |
| 37    | "Stay (Faraway, So Close!)"                  | singolo        | 19:50     | 4      |
| 38    | Melon                                        | album remix    | 47:01     | 7      |
| 39    | Original Soundtracks 1                       | album          | 58:08     | 14     |
| 40    | "Miss Sarajevo"                              | singolo        | 19:30     | 4      |
| 41    | "Discothèque"                                | singolo        | 14:42     | 3      |
| 42    | "Discothèque" Remixes                        | singolo        | 1:05:08   | 10     |
| 43    | Pop                                          | album          | 1:00:13   | 12     |
| 44    | "Staring at the Sun"                         | singolo        | 14:42     | 3      |
| 45    | "Staring at the Sun" Remixes                 | singolo        | 16:34     | 3      |
| 46    | "Last Night on Earth"                        | singolo        | 14:01     | 3      |
| 47    | "Please"                                     | singolo        | 48:48     | 9      |
| 48    | "If God Will Send His Angels"                | singolo        | 22:29     | 5      |
| 49    | "Mofo" Remixes                               | singolo        | 37:40     | 5      |
| 50    | "Sweetest Thing"                             | singolo        | 22:25     | 5      |
| 51    | The Best of 1980-1990                        | raccolta       | 1:04:28   | 15     |
| 52    | "Beautiful Day"                              | singolo        | 20:07     | 5      |
| 53    | All That You Can't Leave Behind              | album          | 53:09     | 12     |
| 54    | Hasta la Vista Baby!                         | album live     | 1:09:19   | 14     |
| 55    | "Stuck in a Moment You Can't Get Out Of"     | singolo        | 36:06     | 7      |
| 56    | "Elevation"                                  | singolo        | 19:42     | 4      |
| 57    | "Elevation" Remixes                          | singolo        | 31:15     | 5      |
| 58    | "Walk On"                                    | singolo        | 20:59     | 4      |
| 59    | "Electrical Storm"                           | singolo        | 32:05     | 5      |
| 60    | The Best of 1990-2000                        | Raccolta       | 1:16:20   | 17     |
| 61    | "Vertigo"                                    | singolo        | 7:01      | 2      |
| 62    | "Vertigo" Remixes                            | singolo        | 18:36     | 4      |
| 63    | How to Dismantle an Atomic Bomb              | album          | 52:58     | 12     |
| 64    | Unreleased & Rare                            | raccolta       | 1:17:12   | 18     |
| 65    | Live from Boston 1981                        | album live     | 54:34     | 13     |
| 66    | Live from the Point Depot                    | album live     | 1:39:44   | 21     |
| 67    | Early Demos                                  | EP             | 13:14     | 3      |

## Esclusiva della versione digitale

### Early Demos
Early Demos è un EP contenente tre demo, prodotti da Barry Devlin e registratai ai Keystone Studios nell'aprile 1978. Questi tre brani sono riportati in una delle versioni primordiali, sino ad oggi, inedita. Il bambino sulla copertina è Peter Rowen, fratello di Guggi, amico di Bono. Peter è anche presente sulle copertine di Three (1979), Boy (1980), War (1983), The Best of 1980-1990 (1998).
1. Street Missions – 4:17
2. Shadows and Tall Trees (Demo) – 4:04
3. The Fool – 4:15

### Live from Boston 1981
Live from Boston 1981 è un album dal vivo registrato al Paradise Rock Club a Boston il 6 marzo 1981.
1. "The Ocean" – 2:22
2. "11 O'Clock Tick Tock" – 5:02
3. "Touch" – 3:01
4. "An Cat Dubh/Into the Heart" – 7:54
5. "Another Time, Another Place" – 4:33
6. "The Cry/The Electric Co." – 4:53
7. "Things to Make and Do" – 3:05
8. "Stories for Boys" – 3:03
9. "Twilight"  – 4:27
10. "I Will Follow" – 3:58
11. "Out of Control" – 5:18
12. "11 O'Clock Tick Tock" (encore) – 5:01
13. "The Ocean" (encore) – 2:11

### Live from the Point Depot
Live from the Point Depot è la prima registrazione del concerto tenuto a Dublino alla vigilia di capodanno nel 1989.
1. "Auld Lang Syne" / "Where the Streets Have No Name" – 6:55
2. "I Will Follow" – 4:20
3. "I Still Haven't Found What I'm Looking For" – 5:09
4. "MLK" – 1:53
5. "One Tree Hill" – 4:52
6. "Gloria" – 4:34
7. "God Part II" – 3:35
8. "Desire" – 3:10
9. "All Along the Watchtower" – 4:07
10. "All I Want Is You" – 1:03#"Bad" – 7:31
11. "Van Diemen's Land - 2:59
12. "The Star-Spangled Banner" / "Bullet the Blue Sky" – 6:23
13. "Running to Stand Still" / "Dirty Old Town" – 5:16
14. "New Year's Day" – 4:44
15. "Pride (In the Name of Love)" – 6:03
16. "Party Girl" – 3:41
17. "Angel of Harlem" – 4:14
18. "When Love Comes to Town" – 5:02
19. "Love Rescue Me" – 6:42
20. "40" – 7:25

### Unreleased & Rare
Unreleased & Rare è una raccolta di tracce inedite e rarità. La maggior parte di questo materiale proviene dalle sessioni di registrazione degli album All That You Can't Leave Behind e How to Dismantle an Atomic Bomb.
1. Levitate – 5:09
2. Love You Like Mad – 4:17
3. Smile – 3:17
4. Flower Child – 4:54
5. Beautiful Ghost: Introduction to Songs of Experience – 3:52
6. Jesus Christ – 3:12
7. Xanax and Wine – 4:39
8. All Because of You (alternate) – 3:35
9. Native Son – 3:08
10. Yahweh (alternate) – 4:31
11. Sometimes You Can't Make It on Your Own (alternate) – 5:30
12. Numb (radio edit) – 3:57
13. Bass Trap (edit) – 3:33
14. Night and Day (Twilight remix) – 5:20
15. Numb (Gimme Some More Dignity mix edit) – 5:50
16. Salomé (Zooromancer remix edit) – 5:51
17. Christmas (Baby Please Come Home) – 2:19
18. Stateless – 4:05